# Gen PKD-1

El gen  PKD 1 o Polikistic kidney desease 1 codifica para la proteína integral de membrana Policistina-1, de la familia de policistinas transportadoras de cationes, la cual tiene como función regular canales permeables de calcio, así como la regulación de la homeostasis intracelular del ion. Esta proteína, con un grupo prostético de glucosa, se forma de alrededor de 16 dominios PKD, también se le atribuyen papeles en las interacciones célula-matriz, al igual que la modulación de vías de señalización de proteína G (GPCR). Se le atribuye un rol importante en la generación y desarrollo tubular en los riñones. Mutaciones de esta proteína causan una enfermedad de tipo autosómica dominante, Enfermedad Poliquísitca Renal tipo 1 (ADPKD1 en inglés) que se caracteriza por crecimiento de quistes de líquido, que sustituyen el tejido renal generando que, en etapas terminales, causa falla renal.

## Proteína
Policistina-1 es una proteína integral relativamente grande, de aproximadamente 460 kDa y 11 subunidades transmembranales, se predice que contiene un N-terminal largo extracelular, circundante a 2,500 aminoácidos y un C-terminal citoplasmático que ronda los 200 aminoácidos. La parte extracelular del N-terminal se caracteriza por poseer 16 copias de una secuencia “Inmunoglobuline-like” o dominios PKD, conocidos como repeticiones de policistina, en la última parte de su C-terminal se encuentra enrollado con el C-terminal de la Policsitina-2.

## Función
Policistina-1 (PC-1) que interactúa con varias proteínas, entre ellas Policistina-2 (PC-2) que juntas actúan como un sensor mecánico que controla el flujo de calcio al interior de la célula, así como la cantidad de calcio que sale de la misma, se localizan en el cilio primario de las células renales que les sirve como mecano-sensor del fluido. Los dominios extracelulares sensan el flujo de los líquidos, al igual que la presión en el riñón y la presión arterial en células musculares como el cardiomiocito. PC-1 contiene sitios de escisión en ambos N y C terminales, en el N-terminal el corte toma lugar una región de proteína G acoplada a un receptor proteolítico (GPS), mientras que en su extremo C-terminal cuenta con hasta tres sitios de corte, donde uno de ellos es una región putativa de ligado de proteína G y una de ellas libera un péptido, de unos ~35 kDa, que se acumula en el núcleo en respuesta a baja perfusión de líquidos en el riñón. La región extracelular del N-terminal contiene repeticiones ricas en leucina y 4 dominios tipo III relacionados con fibronectina para la comunicación célula-célula/matriz.

## Consecuencias de la mutación
Las mutaciones en el gen PKD-1 causan el 85%, del total del fenotipo autosómico dominante de la Enfermedad poliquística renal, que afecta a 1/1000 personas, y es el padecimiento genético letal más común. Es la enfermedad extra-renal más asociada con muerte prematura y discapacidad vascular, debido a la hipertensión arterial que se presenta gracias a la acativación continua del sistema renina-angiotensina-aldosterona (RAAS), al igual que aneurisma intracraneal, así como hemorragia subaracnoidea (6%de la mortalidad de la enfermedad). En casos menos comunes se le atribuye dolicoectasia intracraneal (8% de ellos asintomáticos), dilatación de la raíz aórtica, al igual que disecciones en la aorta torácica y arterias cervico-cefálicas. Se caracteriza principalmente por la abundancia de quistes grandes y llenos de fluidos. Estos se desarrollan a lo largo de décadas, y su expansión destruye la parénquima renal adyacente, y aproximadamente el 50% de los casos llegan a estados terminales.

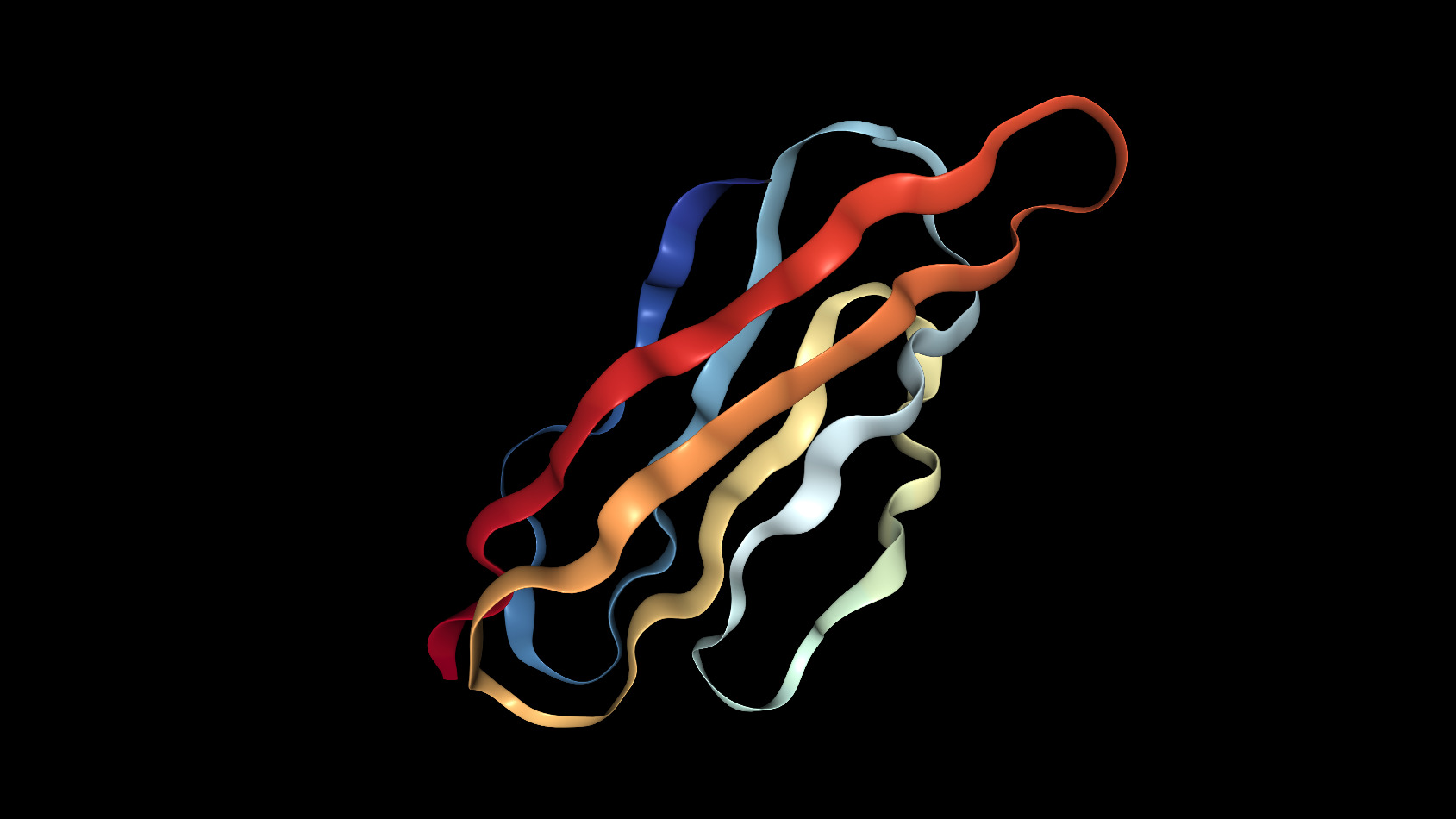
Dominio PKD encontrado repetido 16 veces en el N-terminal extra celular de la proteína Policistina-1.

Varios estudios asocian la pérdida de heterocigosidad (Tener un gen “sano” y un gen “mutado”) al desarrollo de los quistes.
Los quistes se originan como dilataciones en las paredes de túbulos internos del riñón, que se llenan por fluido filtrado del glomérulo renal. Se desconectan de la nefrona de origen debido al crecimiento excesivo. Se cree que estas respuestas celulares se dan, al menos en parte, por la malformación de cilios y activación de adenosín monofosfato cíclico (cAMP). Sin embargo, se hipotetiza que el crecimiento de estos quistes se da por la secreción de fluidos al quiste y la división celular aumentada en el epitelio del mismo. ADPKD se puede considerar como una enfermedad en la que las células absorbentes del tubo renal adquieren un fenotipo altamente secretorio.
Se observan quistes epiteliales en otros órganos, como páncreas, ovarios, bazo, tiroides, endometrio, vesícula seminal y epidídimo, al igual que en el hígado con prevalencia de 80% después de los 60 años.

## Interacciones[16]
- Proteínas Wnt
- mTOR
- Stat3
- Jack2/Stat1
- Polycistina-2
- cAMP
- SGP
- Vía MAPK/ERK
- RAAS[18]
- Vías de señalización Hedgehog

## Regulaciones Epigenéticas

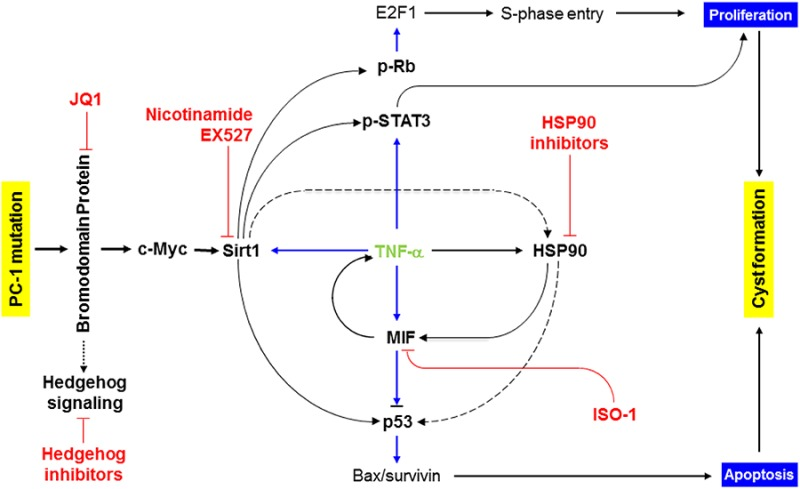
Relación entre regulaciones epigenética y la actividad sensora de Pc-1 mutada asociadas con vías de señalizacióm como TNF-α.

Está reportado que la mutación del gen PKD-1 incrementa la expresión de factores intermediarios en la regulación epigenética, proteínas modificadoras de histonas, como ADN metiltransferasa (DNMT´s) y histona deacetilasa (HDAC´s) , al igual histona metiltransferasa (HMT´s) y poretínas bromodominio.
El promotor (genética) para PKD1 contiene un “binding-motif” híbrido entre p53 y Sp1, en el que se han encontrado interacciones in vivo con p53. Se ha encontrado que la interacción con p53 decrementa la expresión de PKD1. Este proceso es, a su vez, regulado por un inhibidor para todas las HDACs, conocido como Tricostatina A (TSA), el cual puede atenuar la represión inducida por p53 en PKD1.
Se han encontrado la expresión específica de dos proteínas importantes en la hipertrofia ventricular, HDAC5 y el factor potenciador de miocito 2c (MEF2C), durante pruebas de detección de fluido por la PC-1 bajo condiciones de estrés. Así como altas susceptibilidades de las células renales al factor de crecimiento epidérmico (EGF) , lo que prolifera la generación de los quistes.
En mutaciones embrionales y postnatales de PKD-1 en ratones, SIRT1 (miembro de la clase 3 de HDACs) la cual puede desacetilar histonas y otras proteínas se encuentra sobre expresada, parcialmente el Factor de necrosis tumoral alfa (TNF-α). Lo cual demostró en unos estudios con ratones que deleciones en el gen SIRT1 postergar la formación de quistes.

## Tratamiento
El tratamiento contra ADPKD se enfoca en la inhibición de estimulantes de la producción de cAMP, como la vasopresina V2, o la activación de receptores que reducen los niveles celulares de cAMP, como el receptor de somatostatinacuyos análogos han demostrado tener buenos resultados.
La hipertensión que genera es de gran seriedad ya que empieza a muy temprana edad en la enfermedad, a los 32 años en hombres y 34 años en mujeres con ADPKD y con casos de hipertensión infantil en un 30%. Para controlar esta afección se prescriben inhibidores de RAAS ayuda a regular la presión sanguínea, preservar la función renal y así postergando la etapa final de la enfermedad.
Otro tratamiento posible es la inhibición de proteínas HDAC junto inhibidores de EGF los cuales pueden proveer de una manera efectiva la prevención de la formación de quistes, sin embargo, estudios sobre el uso de inhibidores de HDCA siguen sin ser publicados, así como el uso de una variante de la vitamina B3, niacinamida, la cual ha demostrado que puede alentar la formación de quistes en dosis altas.